# Vanilkový cukr
Vanilkový cukr je ingredience používaná především pro vytváření dezertů. Základem vanilkového cukru je klasický cukr (sacharóza) smíchaný s drcenými vanilkovými lusky, případně vanilkovým extraktem. Levnější varianty nahrazují vanilku vanilinem. Obvykle se vanilkový cukr prodává v průmyslově vyráběných malých sáčcích, ale lze ho vyrobit i doma. Vanilkový cukr se dá často nahradit pouze vanilkovým extraktem, ale v případě že je nutné některý dezert posypat vanilkovým cukrem není možné použít pouze vanilkový extrakt.
Vanilkový cukr se používá především v Evropě, hlavně pak ve střední a severní Evropě, v Itálii, v Nizozemsku nebo na Balkáně.
K přípravě domácího vanilkového cukru stačí do sklenice vložit dva celé vanilkové lusky, zasypat cca 500 gramy cukru a sklenici uzavřít. Po uplynutí 2–3 týdnů je domácí vanilkový cukr připraven k použití. Existuje i rychlejší způsob, při kterém se vanilkový lusk rozřízne a do sklenice s cukrem se přidají jak semínka, tak i na menší kousky nakrájený lusk. V takovém případě je vanilkový cukr možné použít již za několik dní. Pouze je nutné ho před použitím prosít.